# Hyporhamphus limbatus
Cá lìm kìm bên hay cá lìm kìm chậu (Danh pháp khoa học: Hyporhamphus limbatus) là một chi cá trong họ Hemiramphidae

## Phân bố
Cá phân bố rộng rãi trong các vùng biển Ấn Độ Dương sang Tây Thái Bình Dương, từ Vịnh Ba Tư sang Trung Hoa; có thể gặp nơi nước lợ và nước ngọt. Cá tuy sinh sống dọc ven biển nhưng cũng theo lưu vực sông Cửu Long, lên cả đến vùng Biển Hồ Campuchia. 

## Đặc điểm
Cá dài trung bình 13 cm, có thể đến 25 cm. Thân thuôn dài, hàm dưới nhô dài bằng với chiều dài của đầu cá, hàm trên ngắn, hình tam giác, có vẩy nhỏ. Đuôi không chia thùy rõ rệt. Thân dài, hình trụ hơi dẹp bên, đầu dài vừa, mõm ngắn, mắt to, ở 2 bên đầu, lỗ mũi tròn, miệng hẹp, hàm trên ngắn, hàm dưới kéo dài ra như mỏ chim.
Lưỡi dài và rộng, không cử động được, môi ở trên mõm, ở hàm dưới dày, răng ở trên 2 hàm mọc thành nhiều hàng nhỏ nhọn, đầu hơi cong về phía sau. Mặt lưng xanh lục, mặt bụng và lườn bụng màu trắng bạc chính giữa có 1 sọc đậm lớn và 2 bên có 2 sọc nhỏ chạy từ sau đến khởi điểm vây lưng, bên thân có 1 sọc to màu lục ánh bạc chạy từ gốc sau vây ngực đến gốc vây đuôi. 